# كهف ألتاميرا

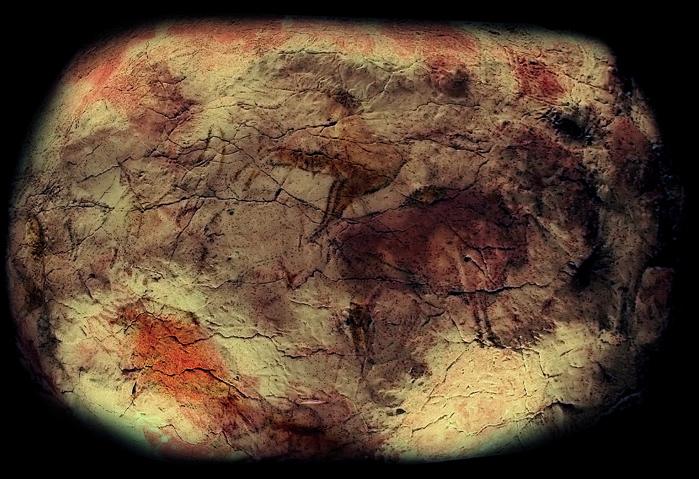
منظر لأحد سقوف الكهف

كهف ألتاميرا (بالإنجليزية: Altamira Cave)‏ كهف يقع في شنت جليانة في شمال غرب إسبانيا، يعد من أوائل الكهوف المزينة برسوم الحيوانات المكتشفة في العالم. مجموعة مؤلفة من 17 كهفاً من العصر الحجري القديم أضيفت كامتداد لموقع ألتاميرا الأصلي المدرج على القائمة منذ عام 1985، اكتشفه الإسباني مارتشيلينو ساوتيولا سنة 1868م، وحاز أهميته في عام 1875م؛ عندما اكتشفت ابنة ساوتيولا ذات التسع سنوات رسوم ثيران على سقفه، إلا أن أقدم الرسوم لم يتأكد إلا في عام 1900م.
يشتهر الكهف برسوماته الممثلة لحيوانات متعددة الألوان، تشتمل على ثيران، وغزلان، وبيزون، يرجع تاريخها إلى العصر الحجري القديم الأعلى، وهو مدرج في قائمة كنوز إسبانيا الإثنى عشر.
تمثل المجموعة أوج فن الكهوف في العصر الحجري القديم، الذي نما عبر أرجاء أوروبا، من جبال الأورال إلى شبه الجزيرة الإيبيرية، خلال الحقبة الممتدة من 000 53 إلى 000 11 قبل الميلاد. ونظراً لدهاليزها العميقة والمعزولة عن التأثيرات المناخية الخارجية، فإن هذه الكهوف محفوظة جيداً. وقد أدرِجت كروائع للعبقرية الإبداعية وتمثيل لبدايات الفن البشري، وكشهادات استثنائية أيضاً عن تقليد ثقافي وفني لمرحلة هامة من تاريخ البشرية.

## الاكتشاف
يمتاز كهف ألتاميرا بكونه أول مكان في العالم الذي عَرَف عن الفن الصخري في العصر القديم الأعلي. أيضًا كان الكهف اكتشافاً فريد من نوعه لحفظه الرائع ونضارة أصباغه. لقد تأخر الاعتراف به لربع قرن، في حقبة يصعب علي المجتمع فهم أهميته، بسبب الانغماس في مسلمات علمية جامدة خلال القرن التاسع عشر.
اُكتشِف الكهف من قبل رجل محلي يُسمي موديست كوبيياس بحلول عام 1868م وبرفقة كوبيياس زار مارثلينو سانث دي ساوتيولا الكهف لأول مرة في 1875م، وتعرف علي بعض الخطوط التي لم يعتبرها من عمل إنسان في ذلك الوقت.
في المعرض العالمي بباريس رأي ساوتيولا بعض الأشياء التي تعود إلي عصور ما قبل التاريخ والتي عُثر عليها في كهوف جنوب فرنسا. ساوتيولا الذي تلقي بالفعل تدريبًا مكثفًا في العلوم الطبيعية والتاريخ. وعاد إلي إسبانيا بمنظور متجدد وقرر القيام بعمله الخاص في كهوف كانتابريا، مصطحبًا ابنته ماريا، وعاد إلي ألتاميرا 1879م. حينذاك ستكون الفتاة أول من يري النقوش علي سطح الكهف.
في عام 1880م، نشر ساوتيولا الاكتشاف في كتيب ملاحظات موجزة عن بعض آثار ما قبل التاريخ من مقاطعة سانتاندير، ونسب اللوحات إلى عصور ما قبل التاريخ، إلى العصر الحجري القديم. علي الرغم من تحليله الواضح لكن معاصريه من وجهات نظر فكرية مختلفة، سواء من المثقفين أو أنصار التطور أو مؤرخي ما قبل التاريخ المتشككين في ذلك الوقت، اُستقبل منهجه بالتشكيك.
لم يتم التعرف على قيمتها إلا بعد اكتشاف الفن الصخري من العصر الحجري القديم في كهوف أخرى في أوروبا، في الغالب بفرنسا ( لو ماوث، كومباريل، وفونت دي غوم). في عام 1902م نشر الباحث فرنسي في عصور ما قبل التاريخ إميل دي كارتيلاك الكهوف المزينة بالرسمات. كهف ألتاميرا، إسبانيا. ومن تلك اللحظة، حصل كهف ألتاميرا على اعتراف عالمي، وأصبح رمزًا للفن الصخري في العصر الحجري القديم.

## الجيولوجيا
وجد الكهف بمنطقة كانتبريا الوسطي في شمال إسبانيا بين بين حدود المقاطعات البلدية لسانتيانا ديل مار وريوثين. المناظر الطبيعية لطيفة نحو الشمال. تتكون من سلاسل جبلية ساحلية صغيرة، والجزء السفلي من نهر السخا، والسهل الساحلي. يوجد في الجنوب نقوش جبلية قوية وفي الخلفية سلسلة جبال بيكوس دي يوروبا. وعلي بُعد كيلومترات يوجد كهوف آخري بها آثار وجود بشري وفن صخري من العصر الحجري القديم الأعلى مثل لا كلوتيلد ولاس بروخاس ولاس أغواس وإل لينار وكوالفينتي وغيرها.
يقع كهف ألتاميرا 158.5 على سطح البحر. على قمة كارست من أصل بليوسيني، ويتكون هيكلها الجيولوجي من طبقات شبه أفقية من الكالكارينيت يصل سمكها إلى متر واحد. مفصولة بطبقات رقيقة من الطين. ومع ذلك، لا تكاد توجد أي علامات على دوران المياه تحت الأرض، حيث أن تكوينها يرجع إلى انهيار الأسطح وهبوط الجاذبية في باطن الأرض. تحدث الانهيارات الأرضية في كتل كبيرة، مما يترك وصمات مسطحة ومقاطع شبه منحرفة وأرضية مكونة من فوضى الكتل المنهارة. وقد أدى أحد هذه الانهيارات الأرضية إلى منع الوصول إليه منذ حوالي 13000 عام، مما أدى إلى دفن جزء من المدخل، وهو المكان الذي كانت توجد فيه مستوطنات سكنية خلال العصر الحجري القديم. 
حاليًا، يوجد في ألتاميرا طريق خطي تقريبًا يبلغ طوله ٢٩٠ مترًا. يوجد في منطقة المدخل الموقع الأثري والغرفة متعددة الألوان، وكلاهما يشكلان جزءًا من غرفة دهليزية كبيرة. بعد ذلك، لا يترك التطور الطولي للكهف مجالًا كبيرًا للمساحات الكبيرة باستثناء الغرفة الكبرى، وهي الغرفة الوحيدة التي تقدم أحجامًا ذات بعض الأهمية. وينتهي في رواق ضيق يحتوي أيضًا، على الرغم من صعوبة الوصول إليه، على لوحات ونقوش مثل بقية الكهف.

## التسلسل الزمني
يتكون الموقع الأثري المحفوظ في ردهة الكهف من 8 مستويات أثرية:
- تتوافق المستويات الأحدث (1-5) من التسلسل مع العصر المجدلي؛ ويبين تحليل الكربون الرابع عشر هنا أن عمره يتراوح بين 19000 و16800 سنة.
- يتراوح مستويا سولوترين (6-7) بين 24000 و20.500 قبل الحاضر.
- أقدم مستوى تم العثور عليه (8) يتوافق مع نهاية العصر الجرافيتي ويتراوح عمره بين 26400 و26000 سنة.

في ألتاميرا، يُعد العصر المجدلي هو الأفضل تأريخًا حيث تم تطبيق الكربون الرابع عشر على بعض اللوحات المصنوعة من الفحم. ظلت أقدم الأشكال غير مؤرخة لأنها كانت محفورة أو مطلية بصبغة حمراء. يعتبر تأريخه أكثر تعقيدًا لأنه يفتقر إلى المادة العضوية في تركيبته. ويمكن استنتاج أعمار الأشكال من خلال معايير أخرى، مثل المعايير الأسلوبية عند مقارنتها بأشياء ذات عمر معروف، وكذلك فيما يتعلق بالاحتلال البشري للكهف.
ومن الممكن حاليًا أيضًا تطبيق طريقة تعتمد على سلسلة اليورانيوم التي تم استخدامها بالفعل لسنوات في تأريخ القشور والتكوينات الجيرية، والتي تسمح أيضًا بتقليل حجم العينة إلى بضعة ملليجرامات فقط. وكانت النتائج الخاصة بكهف ألتاميرا مثيرة للاهتمام بشكل خاص بالنسبة للعلامة المطلية باللون الأحمر في وسط الغرفة متعددة الألوان والتي يرجع تاريخها إلى 35600 سنة قبل الوقت الحاضر. وهذا يضعه في العصر الأورينياسي، وهي الفترة التي لم يتم العثور على أي بقايا منها في الحفريات الأثرية التي أجريت في الكهف.

## فن ألتاميرا
يعتبر كهف التاميرا أقصى تمثيل للروح الإبداعية للإنسان. ويقدم الفن على درجة من التميز. التقنيات الفنية (الرسم والتلوين والنقش)، ومعالجة الشكل واستخدام الدعامات، والأشكال الكبيرة وثلاثية الأبعاد، والطبيعية، والتجريد والرمزية، كل شيء موجود بالفعل في التاميرا.
نُقِش البيسون والخيول والغزلان والأيدي والعلامات الغامضة خلال آلاف السنين التي كان يسكن فيها كهف التاميرا، ما بين 36000  و13000 سنة قبل الحاضر. وتمتد هذه التمثيلات في جميع أنحاء الكهف، لأكثر من 290 مترًا، على الرغم من أنها في الغرفة متعددة الألوان حيث تتركز بأعداد أكبر.
أكبر التمثيلات هي الخيول والبيسون التي يتراوح طولها بين 125 و170 سم، والغزلان الذي يزيد طوله عن مترين. أولاً، سُجِل المخطط ورسمه بخط أسود بالفحم؛ ثم مُلِئت بالطلاء الأحمر أو الأصفر. في بعض البيسون، حُدِد التغير في لون بطنهم بالطلاء الأسود أو اُستخدِم قلم رصاص من الفحم لتفصيل الشعر أو السنام. بالإضافة إلى ذلك، اُستخدِم النقش على العيون، والقرون، وشعر الرقبة، وما إلى ذلك.

## حماية الكهف
تعتبر انهيارات الصخور سببًا في نشأة شكل كهف التاميرا وأيضًا انهياره التدريجي. ومع ذلك، فإن الانهيار الأرضي الذي حدث قبل 13000 عام، والذي دمر وسد المدخل، سمح للبيئة الداخلية بالحفاظ على استقرار مناخي عالٍ، وهو مناسب جدًا للحفاظ على الفن الصخري.
خلال القرن العشرين تغير هذا التوازن بسبب تبادل الهواء مع الخارج وما تلا ذلك من تقلبات في درجات الحرارة والرطوبة بسبب زيارات مئات الآلاف من الأشخاص. يضاف إلى ذلك بناء الجدران والطرق والتركيبات الكهربائية لتشجيع الزيارات. أدى زعزعة استقرار المناخ المحلي إلى تعريض الكهف للخطر، مما أدى إلى إغلاقه أمام الجمهور في عام 1977. وفي عام 1982، بعد أعمال البحث، أعيد فتح الكهف بنظام مقيد يبلغ 8500 شخص سنويًا.
وفي الفترة بين عامي 1997 و2001، تم اعتماد تدابير وقائية للسيطرة على المخاطر المحتملة الناجمة عن الاستخدامات الضارة للأراضي والتلوث البيئي. وتم الاستيلاء على الأراضي في منطقة نفوذ الكهف، وإزالة الطرق الريفية ومرافق الماشية القريبة، وتحويل الطريق والوصول إلى المتحف. وقد أدى ذلك إلى منع مساهمة المواد الملوثة في داخل الكهف بسبب تسرب المياه أو الغلاف الجوي. ونظرًا لمعايير الحفظ الوقائية، تم إغلاق الكهف أمام الجمهور في عام 2002.

## كهف التاميرا والتراث العالمي
تم إدراج كهف التاميرا عام ١٩٨٥ على قائمة التراث العالمي لليونسكو، بناء على طلب حكومة إسبانيا، بناء على معيارين: لجودته الجمالية، باعتبار أنه يمثل إنجازا فنيا فريدا للثقافة المجدلية، وكونه معلما تاريخيا. شهادة استثنائية على تطور هذه الثقافة في جنوب أوروبا. ومن القيمة الإضافية حقيقة أن التاميرا كان الموقع الأول الذي تم فيه التعرف على الفن الصخري من العصر الحجري القديم، على يد مكتشفه د. مارثيلينو سانث دي ساوتيولا.
ولكن نظرًا لأن التاميرا ليست حالة معزولة ولكنها جزء من مظهر ثقافي ذي أهمية جغرافية أكبر، فقد تم توسيع النقش في عام 2008 ليشمل سبعة عشر كهفًا آخر مع فن صخري من العصر الحجري القديم في أستورياس وكانتابريا وإقليم الباسك، وتمت إعادة تسمية هذه الخاصية " كهف التاميرا والفن الصخري من العصر الحجري القديم في شمال إسبانيا.
إن إدراجه في قائمة التراث العالمي يعني أن اليونسكو تعتبر هذا المجمع ذا قيمة عالمية استثنائية. يُسلط الضوء على قيم فن التاميرا بجودته الجمالية وصناعته الفنية، وهي القيم التي تتقاسمها بقية المواقع المعلنة وتكملها وتزيدها، مما يوفر ككل سياقًا بمعناه الكامل الخاص، الفن الصخري الكنتابري، وبمعنى عالمي للسماح بفهم أفضل لهذا الفن كجزء من الفن الأول للإنسانية.
يُلزم الإدراج في القائمة المؤسسات التي تمتلك وتدير هذه الكهوف الثمانية عشر بضمان حمايتها وحفظها وأبحاثها وتعزيزها. في عام 2008، تم إنشاء لجنة التنسيق لهذه الخاصية حيث تتعاون الإدارات المالكة والمديرة لجميع هذه الكهوف في البرامج والخطط ومشاريع العمل، وبالتالي توحيد الجهود من أجل إدارتها بشكل أفضل.

## معرض صور

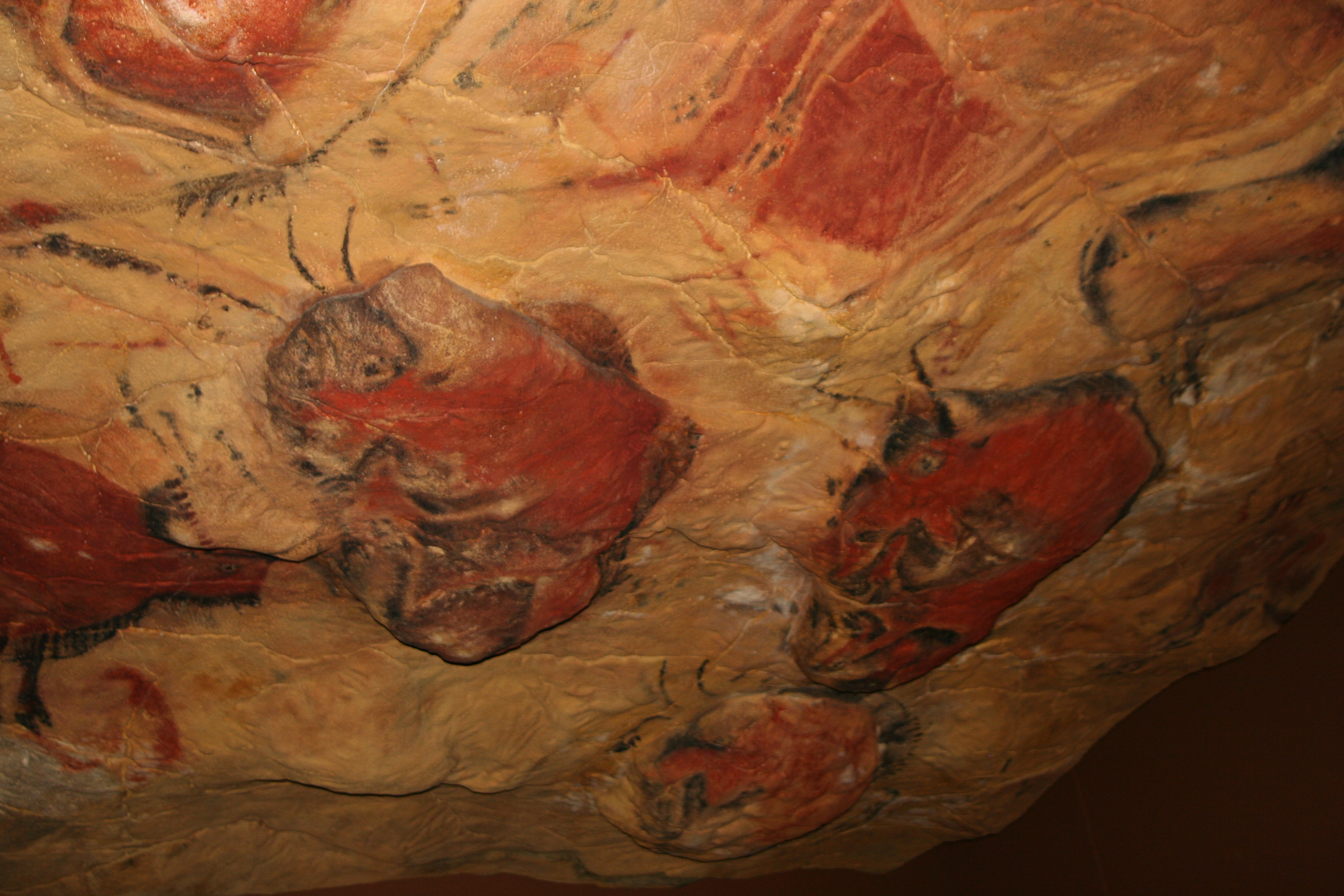
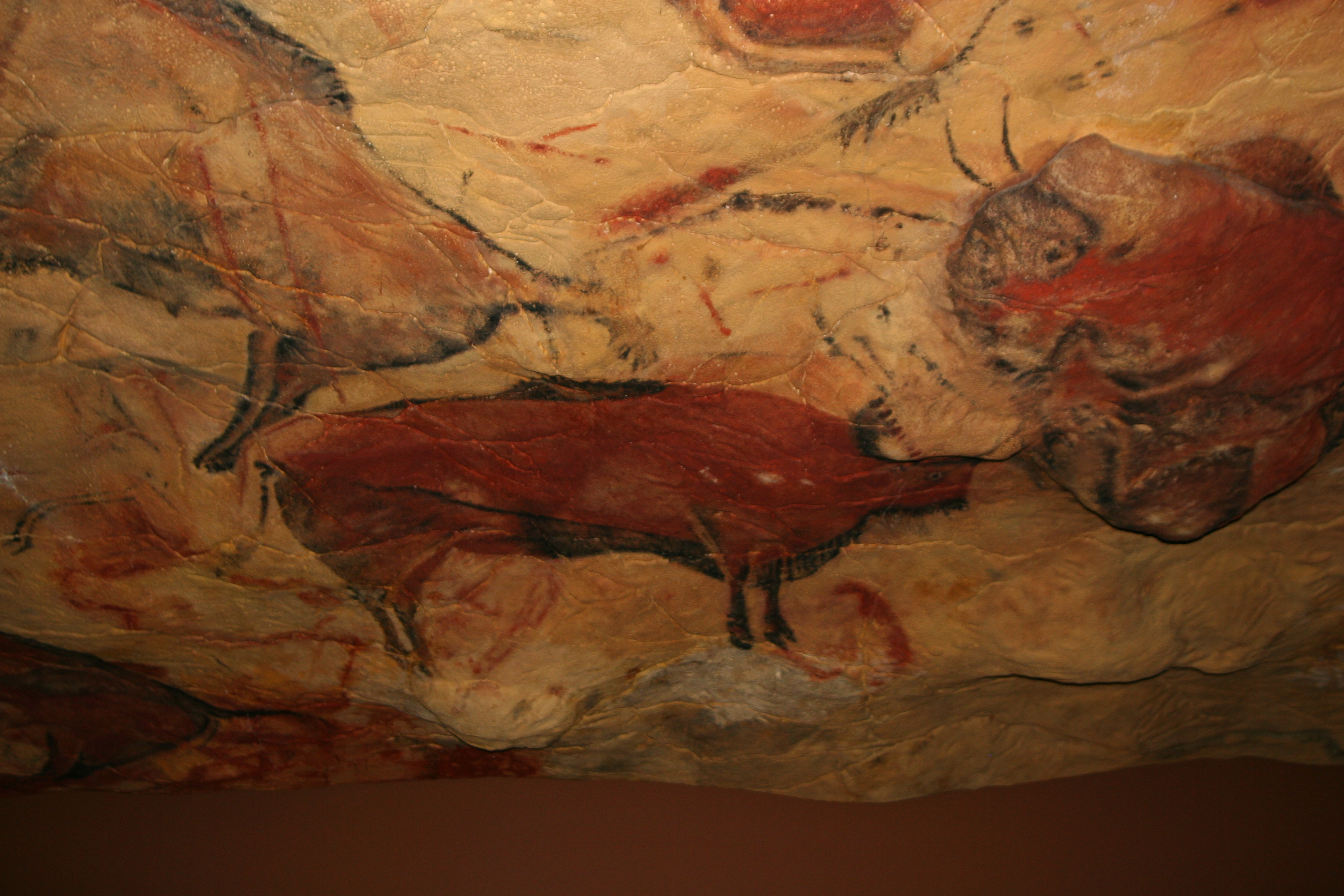
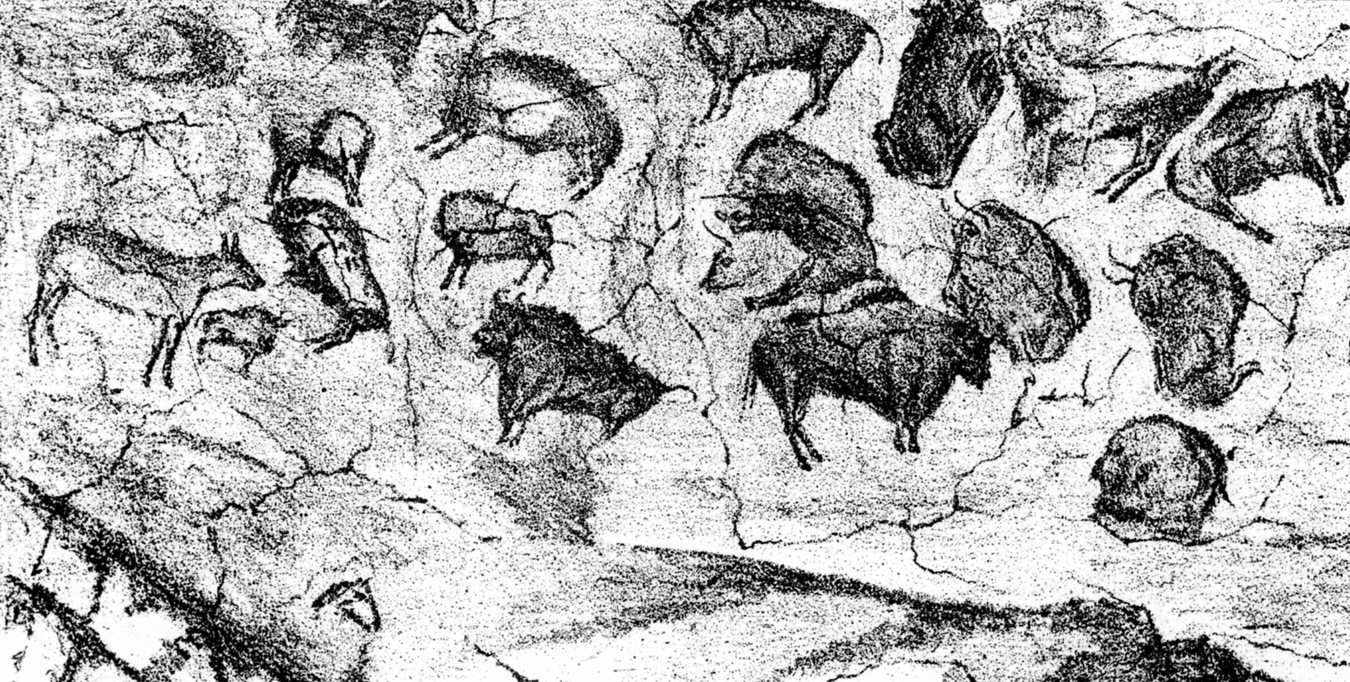
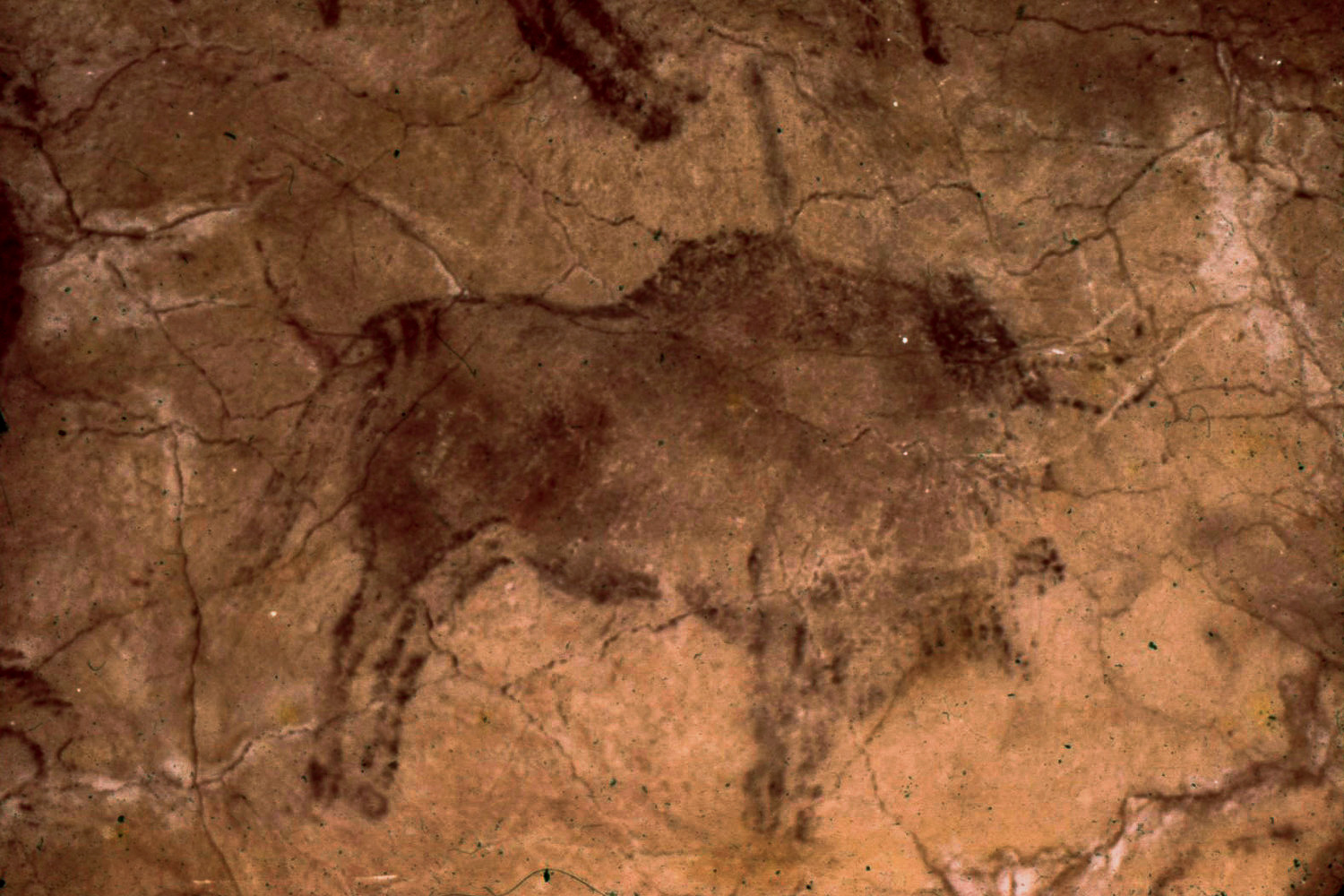
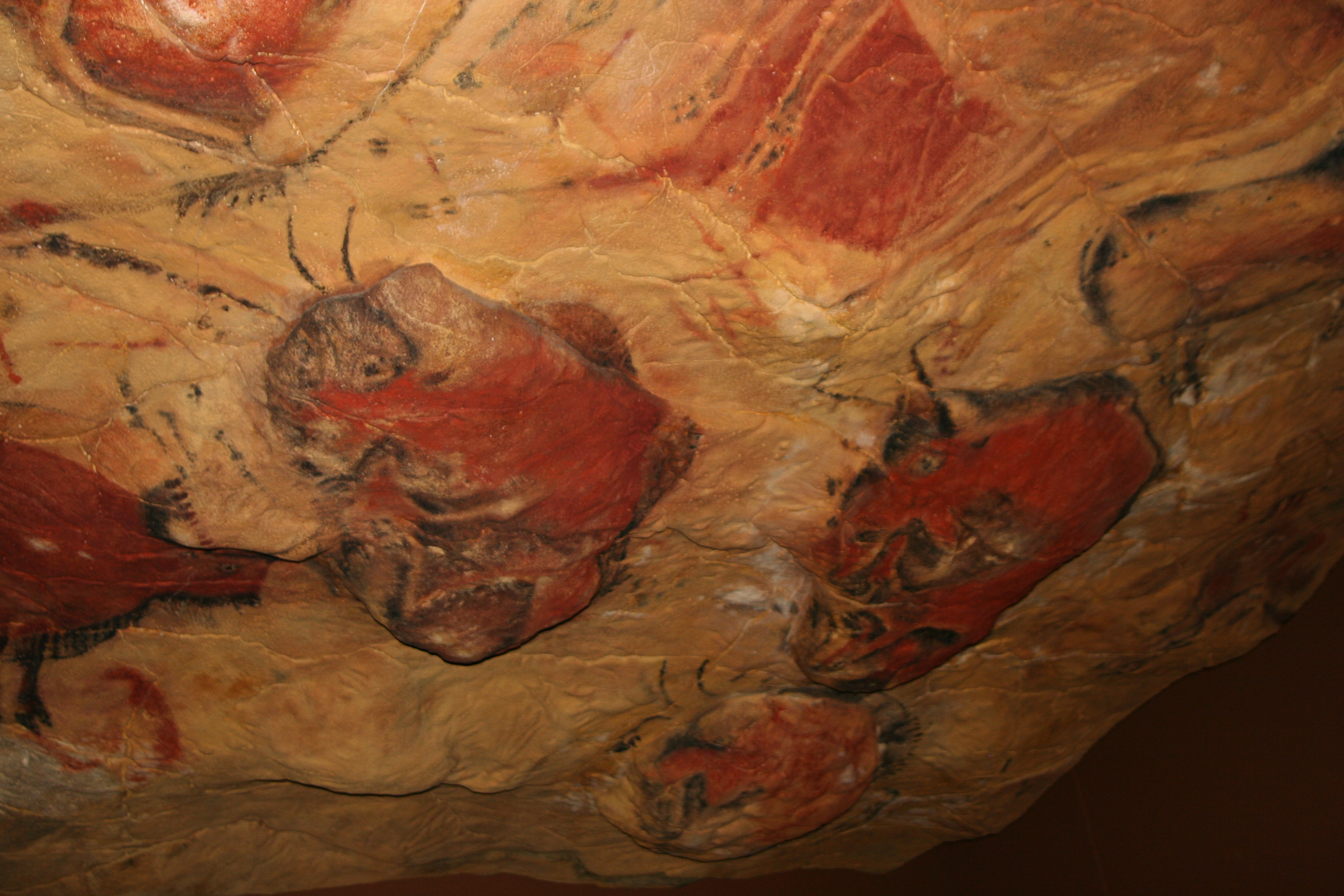
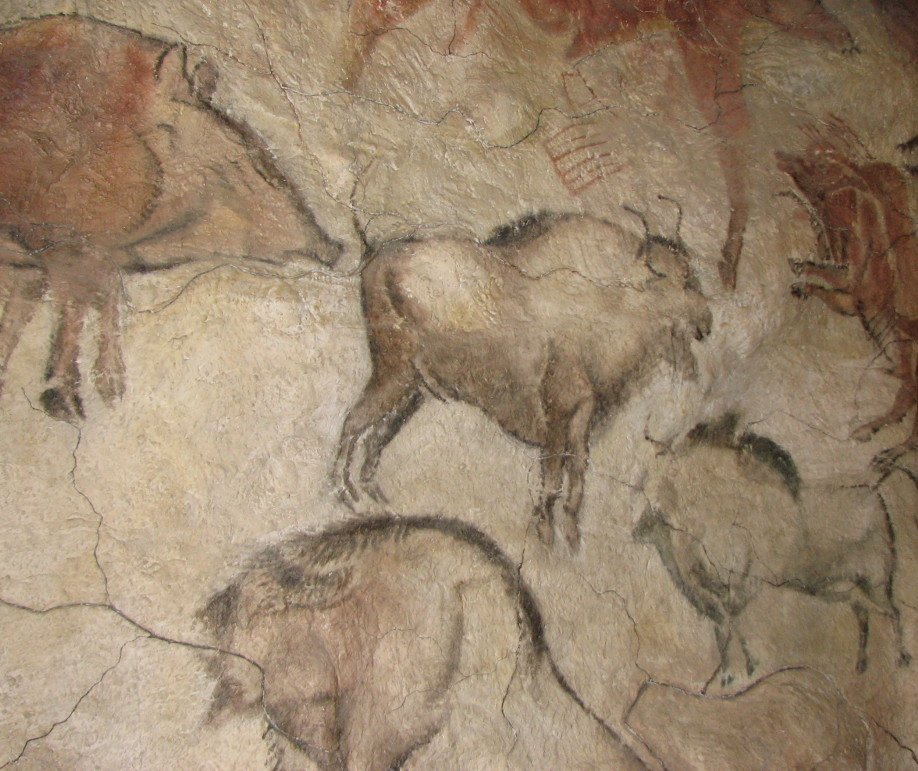
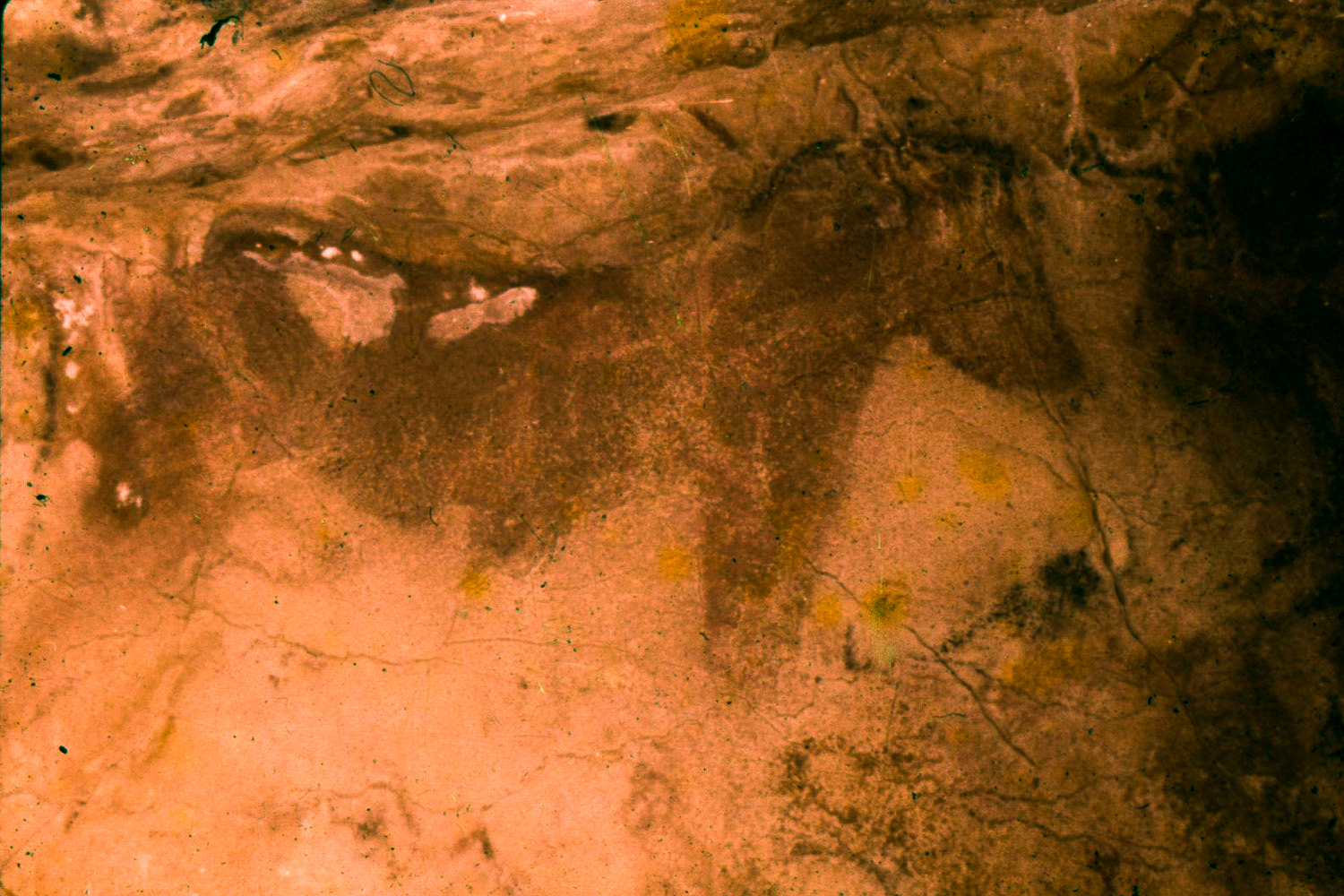
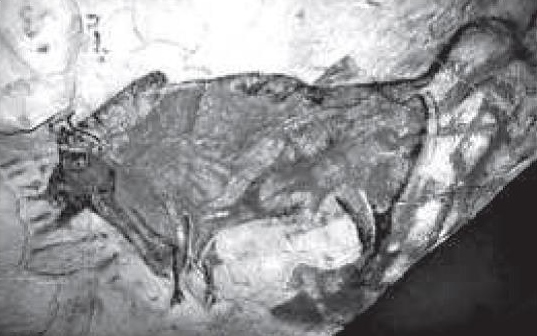
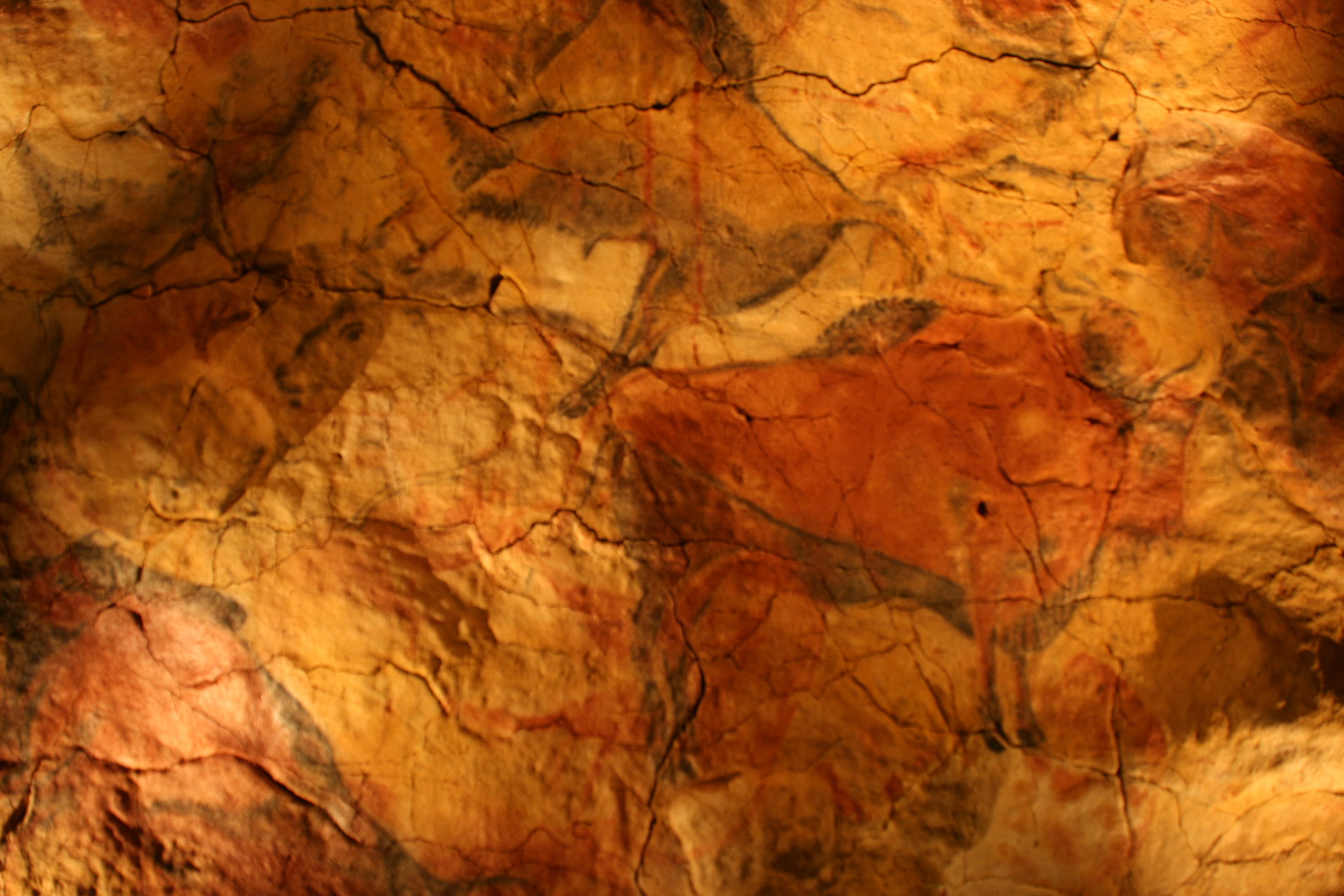
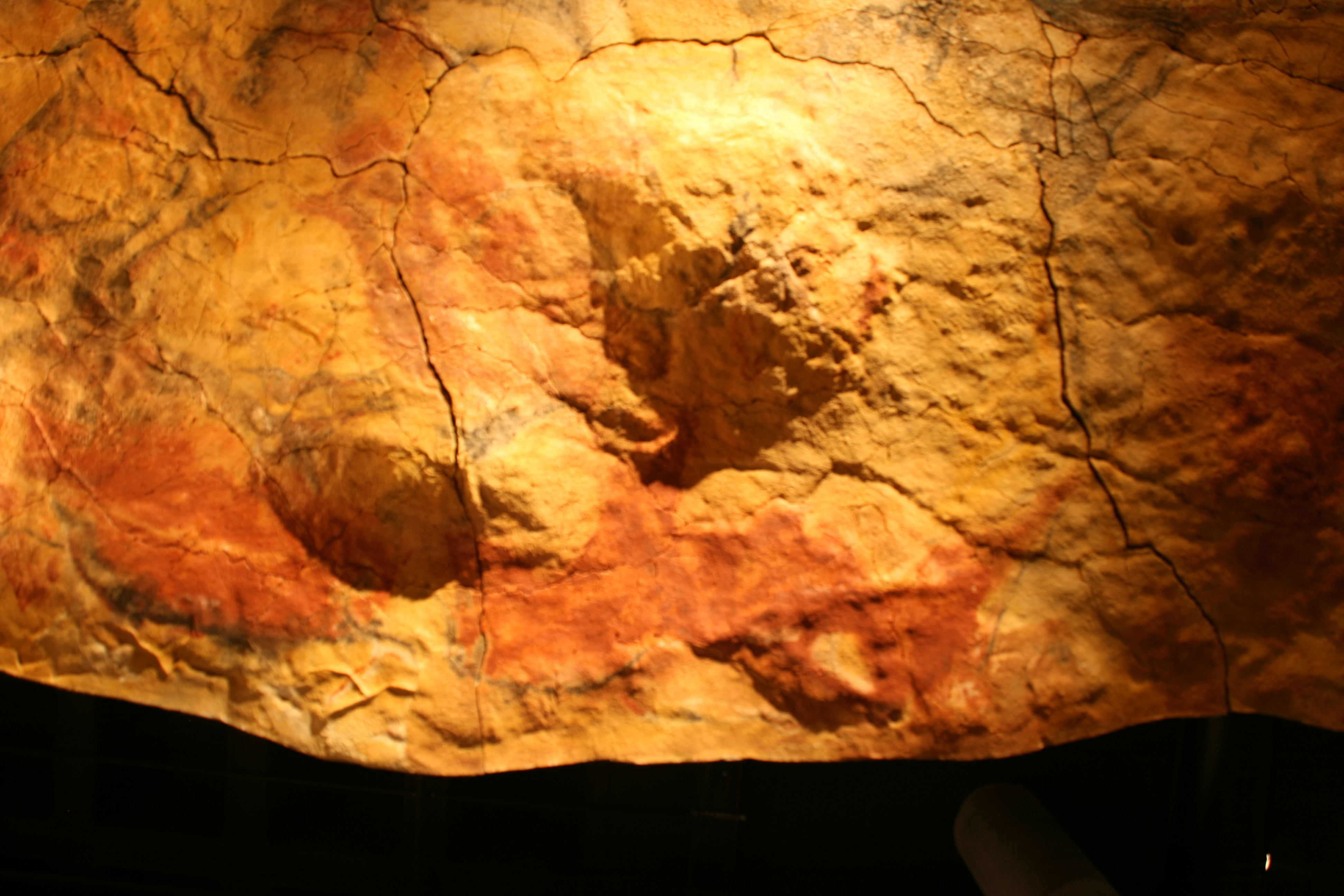
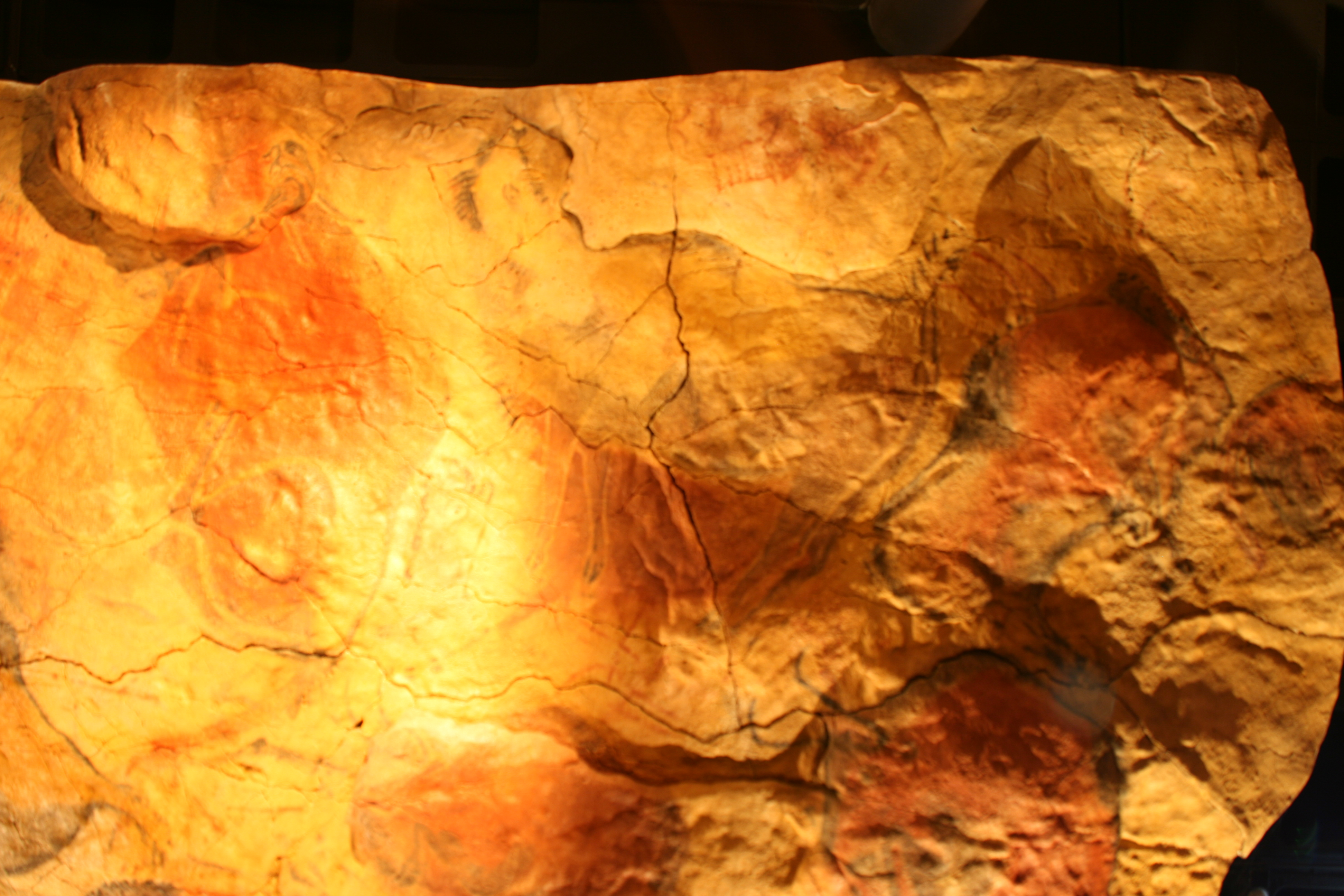
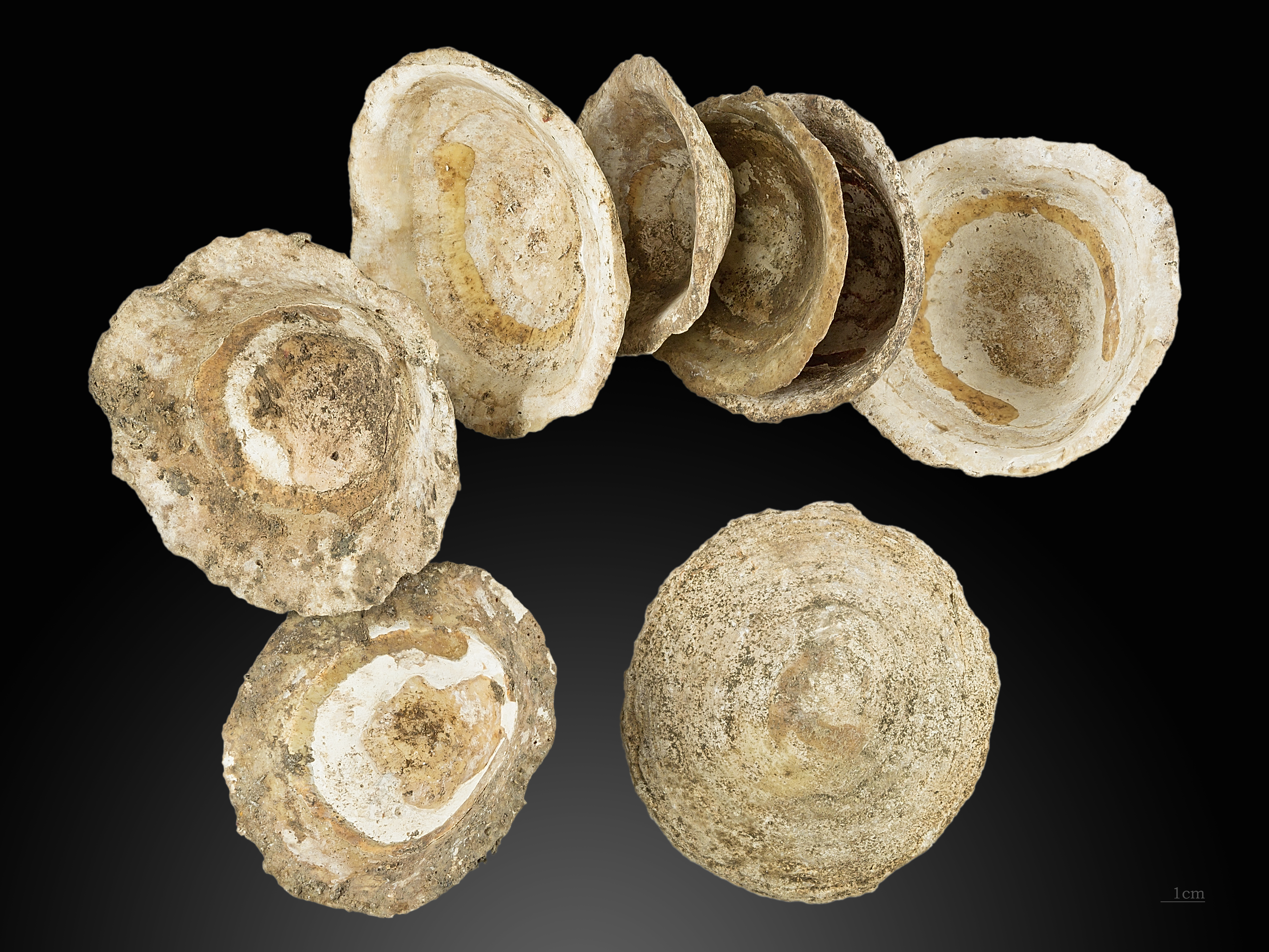
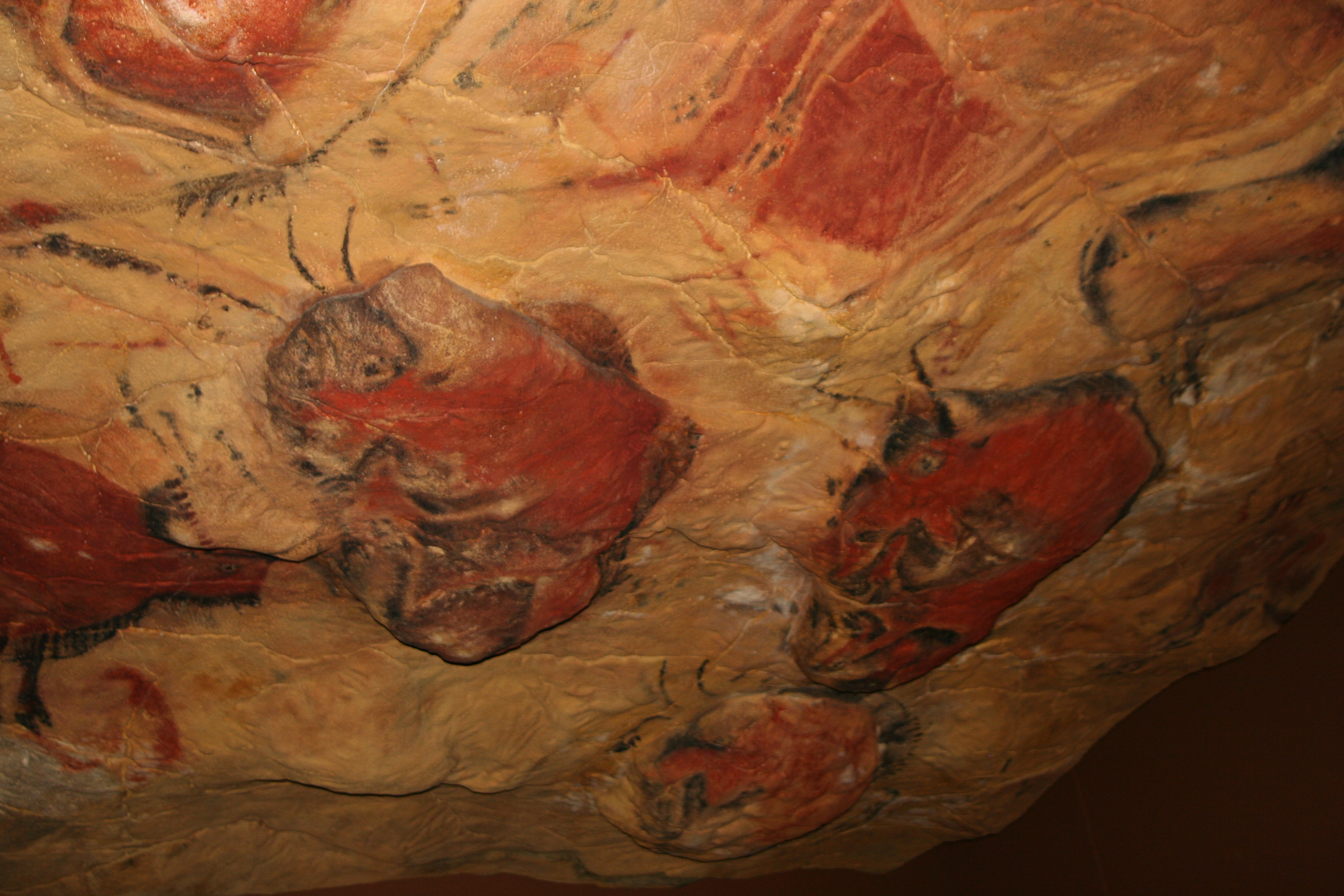

## وصلات خارجية
- كهف ألتاميرا (المتحف الوطني ومركز أبحاث ألتاميرا) من موقع الحكومة الإسبانية.